# 情と理
『情と理』（じょうとり）は、後藤田正晴の回顧録。伊藤隆と御厨貴を質問相手とし、2時間余ずつ27回、計60時間余のインタビューを集成したもの。1998年に講談社から上下2巻の書籍として刊行された。
後藤田についてはすでに自他の著作がいくつか出ていたため、それでも不明瞭な点の質問を5項目以上、毎回インタビューの1週間前に送り、正確な事情を思い出す準備の上で行われた。題名は「理」の官僚から「情」の政治家へ自己革新したことを言う。

## 各章の概要
1 負けず嫌いのがんばり屋か頑固者か   
徳島県の中学から水戸高等学校へ。東大法学部時代に二・二六事件が起こった。
2 人間の運勢を実感させられた軍隊時代
内務省へ。1940年二等兵として従軍、台湾へ。台湾では戦闘はなく、終戦時主計中尉。
3 人心の荒廃に日本の将来を悲観
敗戦、復員。日本は立ち直れないのではと思った。1947年内務省から警視庁へ。
4 警察の組織・人事の刷新に全力を注ぐ
自治体警察発足。警務課長として警察の人員整理。占領軍命令で警察予備隊創設。
5 いつ革命が起きても不思議ではなかった
1952年血のメーデー、破防法制定。この頃は革命前夜のようだった。機動隊を創設。
6 政治家の力と官僚の力
1959年自治庁へ。税務局長の時、固定資産税の課税標準を売買価格としたが失敗だった。
7 警察人事はいかにして機能してきたか
1962年警察庁へ戻る。警備局長時にライシャワー米駐日大使が刺され、国家公安委員長が引責辞任。
8 事件多発に最高責任者の孤独を
警察庁次長時に東大安田講堂事件。1969年長官。あさま山荘事件で警官2人が殉職。
9 田中内閣の政治指導の様式に明と暗
1972年田中内閣の内閣官房副長官。田中内閣は日中国交回復。日本列島改造論は狂乱物価で破綻。
10 人間がまるで変わった二回の選挙
参院選に出馬し落選（阿波戦争）。ロッキード事件疑惑を受けたが、1976年の衆院選で当選（福田赳夫内閣）。
11 最大派閥・田中派内での仕事
新人議員で総務。日中平和友好条約に関与。福田・大平の総裁予備戦で大平側の東京地区責任者。
12 政治家の運勢は一瞬の判断が将来に影響する
1979年大平内閣で自治大臣。つくば万博の準備。大平内閣不信任案が成立し解散。
13 激しい党内抗争が教訓で「和の政治」を目指す
1980年鈴木善幸内閣で中曽根康弘行管庁長官と定期懇談。参議院全国区を拘束名簿式に変更。
14 内閣発足当日まで応諾しなかった官房長官就任
1982年中曽根内閣で田中派所属の内閣官房長官になる。大韓航空機撃墜事件のあと情報ルートを修正。
15 省庁統合の難しさを痛感する
行管庁長官。総理府と合併し総務庁長官。行政調査会会長が土光敏夫で、国鉄を民営化。
16 選挙制度と税制の改革に悪戦苦闘
「死んだふり解散」で圧勝。大型間接税（消費税）導入は次の内閣へ持ち越し。
17 緊急事態に縦割り行政の弊害
内閣官房五室制。防衛費がGNP1%を突破。ペルシャ湾への自衛隊派遣に反対。
18 田中派の分裂から後継総裁指名までの真実
1987年中曽根指名により竹下内閣成立。消費税誕生。リクルート事件で政治改革委員長。
19 政治改革のうねりと世代交代の波
政治改革関連法は、7つの内閣が交代後に、村山内閣で成立した。
20 自衛隊派遣、死刑制度、検察人事に物申す
1991年海部内閣で湾岸戦争。宮沢内閣でPKO協力法。後藤田は法務大臣と副総理。
21 自民党政権の崩壊から連立政権への道程
1993年自民が過半数割れ。非自民の細川、羽田、村山内閣。社会党が自衛隊を容認。
22 改革が中途半端に終わることを何よりも恐れる
橋本内閣の1996年の総選挙に不出馬。政界引退。